# 松尾信之
松尾 信之（まつお のぶゆき、1947年 - ）は、日本のフリージャーナリスト。よろず便利屋。マスコミ就職塾「高田塾」の講師を務める一方、各地で「DIYリフォーム」「定年後の生き方」などの講演をしている。

## 経歴
埼玉県浦和市（現さいたま市浦和区）生まれ。実父（松尾武）が経営する私立・双恵幼稚園、双恵学園小学校、同中学校を経て、埼玉県立浦和高等学校、明治学院大学法学部を卒業。
「埼玉産経広告社」で1年弱、広告営業マンをした後、4年間、小学館『週刊ポスト』の取材をメインとするフリーランスの雑誌記者となる。
1975年10月27日に創刊された講談社系夕刊紙『日刊ゲンダイ』の創刊スタッフとなり、以後18年間、ニュース報道一筋で第一編集局ニュース部長などを務める。
1993年8月、株式会社日刊現代を退社、同年12月13日創刊の『日刊アスカ』の取締役編集局長となる。翌年5月、同社事業閉鎖に伴い、編集プロダクション『コミュニケーションハウスK3』の代表取締役専務。
1996年9月、株式会社金曜日に入社。翌年4月から本多勝一の後継として『週刊金曜日』の三代目編集長（取締役）に就任。1999年5月、ブックレット『買ってはいけない』を出版し200万部のミリオンセラーに仕立てた。
2003年に株式会社金曜日を退社後、フリージャーナリストとしてインターネット新聞などネットメディアや活字媒体で、ニュース解説・コラムを執筆。その一方、よろず便利屋『ガーデンハウス・猫の手』代表として、家内外のリフォームや園芸・ガーデニングの仕事をしている。

## 著書
- 『零細起業―ナゾの職業「猫の手貸します」』（ユビキタ・スタジオ　2008年2月刊）